# Bądki, Tỉnh Warmian-Masurian
Bdki [ˈbɔntki] (tiếng Đức: Bündtken)  là một ngôi làng ở quận hành chính của Gmina Zalewo, trong Ilawa County, WARMIŃSKO-MAZURSKIE, ở miền bắc Ba Lan. Nó nằm khoảng 3 kilômét (2 mi)   phía bắc Zalewo, 31 km (19 mi) phía bắc Iława và 59 km (37 mi) về phía tây của thủ đô khu vực Olsztyn.